# Lepista arabica
Lepista arabica là một loài bướm đêm thuộc phân họ Arctiinae, họ Erebidae.